# Kluky (Píseki járás)
Kluky település Csehországban, Píseki járásban. Kluky Paseky, Záhoří, Temešvár, Dolní Novosedly, Písek és Albrechtice nad Vltavou településekkel határos. Lakosainak száma 611 fő (2024. január 1.).

## Népesség
A település lakosságának változását az alábbi diagram mutatja:
| Lakosok száma | 1094 | 1157 | 1044 | 792  | 574  | 575  | 624  | 625  | 604  | 611  |
|               | 1869 | 1900 | 1921 | 1961 | 1980 | 2011 | 2016 | 2019 | 2021 | 2024 |